# Pseudagrion citricola
Pseudagrion citricola là một loài chuồn chuồn kim trong họ Coenagrionidae.
Loài này được xếp vào nhóm loài không bị đe dọa trong sách Đỏ của IUCN năm 2007, de trend van de populatie is volgens de IUCN stabiel.
Pseudagrion citricola được miêu tả khoa học năm 1937 bởi Barnard.

## Hình ảnh

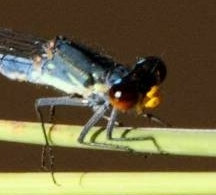